# ジョー・ハリス (バスケットボール)
ジョセフ・マルコム・ハリス（Joseph Malcolm Harris, 1991年9月6日 - ）は、アメリカ合衆国ワシントン州シェラン出身の元プロバスケットボール選手。ポジションはスモールフォワードまたはシューティングガード。

## 経歴

### ハイスクール・カレッジ
地元ワシントン州のシェラン高等学校時代は、同州の最優秀選手に選出されるなどの活躍を見せた。大学はバージニア大学に進学 。2013年にACCの1stチームに選出されるなど活躍した。4年間大学に在籍した後、2014年のNBAドラフトにエントリーした。

### NBA

#### クリーブランド・キャバリアーズ
ドラフトにて2巡目全体33位でクリーブランド・キャバリアーズから指名された。ところが、2014-15シーズンは、レブロン・ジェームズがマイアミ・ヒートから4年ぶりに復帰した年でもあったため、再建から優勝狙いへと路線が変更したキャバリアーズにおいてハリスの出場時間は限られた。結局2014-15シーズンは51試合の出場で約10分の出場で3.8得点に終わり、翌2015-16シーズンは、足首の負傷もあり5試合の出場に止まり、2016年1月5日にオーランド・マジックに放出されて解雇された。

#### ブルックリン・ネッツ
2016-17シーズン開幕前の2016年7月19日、ブルックリン・ネッツと契約した。2017-18シーズンの2018年3月25日に行われたクリーブランド・キャバリアーズ戦でキャリアハイとなる30得点を記録したが、チームは121-114で敗れた。
2018-19シーズンからは先発に定着し、チームの躍進を支えた。2月にはシャーロットで開催されたオールスターウィークエンドの3Pシュートアウトに初出場、初優勝を決めた。その後も好調を維持し、ネッツのプレーオフ出場に貢献。自身もステフィン・カリーらを抑え、シーズン3P成功率（47.4％）で1位を獲得した。
2019-20シーズンも平均得点(14.5)とリバウンド(4.3)で自己最高を更新した。プレーオフ1回戦ではトロント・ラプターズに2連敗したところで、故障ではない個人的な理由で離脱してシーズン終了となった。
2020-21シーズン、2020年11月23日にネッツとの4年総額7,500万ドルの再契約に合意した。2021年1月31日のワシントン・ウィザーズ戦でキャリアハイとなる8本の3ポイントを含む30得点、1リバウンド、5アシストを記録したが、チームは146-149で惜敗した。このシーズン、チームはプレーオフカンファレンス準決勝に進出したが、このシーズンのNBAチャンピオンとなるミルウォーキー・バックスに第7戦の末に敗れた。
2021-22シーズン、10月27日のマイアミ・ヒート戦で5本の3ポイントを沈め、ジェイソン・キッドが保持していたフランチャイズにおける3ポイント成功数記録を更新した。11月14日のオクラホマシティ・サンダー戦で左足首を負傷し、同月29日に手術を受け4〜8週間の欠場を余儀なくされた。

#### デトロイト・ピストンズ
2023-24シーズン、2023年7月6日に現金とのトレードで2つのドラフト2巡目指名権と共にデトロイト・ピストンズへ移籍した。
2024年8月15日に現役引退することを表明した。

## 個人成績

### NBA

#### レギュラーシーズン
| シーズン   | チーム     | GP  | GS  | MPG  | FG%  | 3P%   | FT%  | RPG | APG | SPG | BPG | TO  | PPG  |
| ---------- | ---------- | --- | --- | ---- | ---- | ----- | ---- | --- | --- | --- | --- | --- | ---- |
| 2014–15    | CLE        | 51  | 1   | 9.7  | .400 | .369  | .600 | .8  | .5  | .1  | .0  | .5  | 2.7  |
| 2015–16    | CLE        | 5   | 0   | 3.0  | .250 | .250  | ---  | .6  | .4  | .0  | .0  | .2  | .6   |
| 2016–17    | BKN        | 52  | 11  | 21.9 | .425 | .385  | .714 | 2.8 | 1.0 | .6  | .2  | 1.1 | 8.2  |
| 2017–18    | BKN        | 78  | 14  | 25.3 | .491 | .419  | .827 | 3.3 | 1.6 | .4  | .3  | 1.2 | 10.8 |
| 2018–19    | BKN        | 76  | 76  | 30.2 | .500 | .474* | .827 | 3.8 | 2.4 | .5  | .2  | 1.6 | 13.7 |
| 2019–20    | BKN        | 69  | 69  | 30.8 | .486 | .424  | .719 | 4.3 | 2.1 | .6  | .2  | 1.5 | 14.5 |
| 2020–21    | BKN        | 69  | 65  | 31.0 | .505 | .475* | .778 | 3.6 | 1.9 | .7  | .2  | .9  | 14.1 |
| 2021–22    | BKN        | 14  | 14  | 30.2 | .452 | .466  | .833 | 4.0 | 1.0 | .5  | .1  | 1.1 | 11.3 |
| 2022–23    | BKN        | 74  | 33  | 20.6 | .457 | .426  | .643 | 2.2 | 1.4 | .5  | .2  | .6  | 7.6  |
| 2023–24    | DET        | 16  | 0   | 10.6 | .359 | .333  | .500 | .8  | .6  | .2  | .1  | .3  | 2.4  |
| 通算：10年 | 通算：10年 | 504 | 283 | 24.4 | .479 | .436  | .771 | 3.0 | 1.6 | .5  | .2  | 1.0 | 10.3 |

- 2019-2020シーズンは72試合で打ち切り

#### プレーオフ
| シーズン  | チーム    | GP | GS | MPG  | FG%  | 3P%  | FT%   | RPG  | APG | SPG | BPG | TO  | PPG  |
| --------- | --------- | -- | -- | ---- | ---- | ---- | ----- | ---- | --- | --- | --- | --- | ---- |
| 2015      | CLE       | 6  | 0  | 2.7  | .333 | .333 | .750  | .2   | .2  | .0  | .0  | .2  | 1.3  |
| 2019      | BKN       | 5  | 5  | 29.8 | .372 | .190 | 1.000 | 4.2  | .6  | .6  | .0  | 1.8 | 8.8  |
| 2020      | BKN       | 2  | 2  | 36.0 | .522 | .583 | .500  | 10.0 | 1.0 | .5  | .0  | 1.5 | 16.5 |
| 2021      | BKN       | 12 | 12 | 36.2 | .398 | .402 | .750  | 3.6  | 1.6 | .3  | .2  | .8  | 11.2 |
| 2023      | BKN       | 4  | 0  | 11.0 | .154 | .083 | 1.000 | 1.3  | .0  | .5  | .0  | .8  | 1.8  |
| 出場：5回 | 出場：5回 | 29 | 19 | 24.7 | .389 | .354 | .818  | 3.1  | .9  | .3  | .1  | .9  | 7.8  |

### カレッジ
| シーズン  | チーム     | GP  | GS  | MPG  | FG%  | 3P%  | FT%  | RPG | APG | SPG | BPG | PPG  |
| --------- | ---------- | --- | --- | ---- | ---- | ---- | ---- | --- | --- | --- | --- | ---- |
| 2010–11   | バージニア | 31  | 25  | 29.4 | .418 | .417 | .759 | 4.4 | 1.3 | .9  | .4  | 10.4 |
| 2011–12   | バージニア | 32  | 31  | 30.3 | .442 | .380 | .772 | 3.9 | 1.7 | .7  | .4  | 11.3 |
| 2012–13   | バージニア | 35  | 35  | 32.5 | .468 | .425 | .740 | 4.0 | 2.2 | .9  | .5  | 16.3 |
| 2013–14   | バージニア | 37  | 37  | 28.8 | .441 | .400 | .640 | 3.0 | 2.3 | 1.0 | .2  | 12.0 |
| 通算：4年 | 通算：4年  | 135 | 128 | 30.3 | .442 | .406 | .728 | 3.8 | 1.9 | .9  | .4  | 12.5 |

## 記録
- 2× シーズンスリーポイントフィールドゴール成功率1位：2019年、2021年
- スリーポイントシュートアウト優勝：2019年

## アメリカ代表
- 2019年FIBAバスケットボール・ワールドカップでは、アメリカ代表の練習相手となるセレクトチームから代表に招集され、本大会に出場した。